# 宮内謙
宮内 謙（みやうち けん、1949年〈昭和24年〉11月1日 - ）は、日本の実業家。ソフトバンク株式会社代表取締役会長、Aホールディングス株式会社代表取締役社長、一般社団法人電気通信事業者協会会長、一般社団法人ブロードバンド推進協議会代表理事。愛媛県出身。

## 経歴
1973年に京都府立大学文家政学部を卒業。日本能率協会を経て、孫正義が率いる日本ソフトバンク（現・ソフトバンクグループ）に入社。同社の黎明期を支え、営業制作室室長、ソフトウェア事業商品部部長、ソリューションバンク事業部部長などを歴任。1999年にソフトバンク・コマースを設立、代表取締役社長に就任。
2015年にソフトバンク（現・ソフトバンクグループ）傘下の通信事業会社4社の再編に伴い、ソフトバンクモバイル（現・ソフトバンク）代表取締役社長兼CEOに就任。
2021年3月にZホールディングスとLINEの経営統合に伴い、Aホールディングス代表取締役社長に就任。同年4月にソフトバンク代表取締役会長に就任。
2023年11月3日、秋の叙勲で旭日重光章を受章。
2024年4月1日付けでソフトバンク特別顧問へ就任。6月開催の定時株主総会で任期満了により取締役を退任する。

## 人物
孫正義の片腕的存在として知られ、ソフトバンクグループの主要各社の副社長を兼任していた。
2012年の役員報酬は1億2600万円、2013年の役員報酬は1億3000万円。

## 略歴
- 1973年（昭和48年） - 京都府立大学文家政学部卒業。
- 1977年（昭和52年）2月 - 社団法人日本能率協会（現・一般社団法人日本能率協会）入職[9]。
- 1984年（昭和59年）10月 - 株式会社日本ソフトバンク（現・ソフトバンクグループ株式会社）入社[9]。
- 1988年（昭和63年）2月 - 株式会社日本ソフトバンク（現・ソフトバンクグループ株式会社）取締役 ソフトウェア事業部商品部部長[9]。
- 1993年（平成5年）4月 - ソフトバンク株式会社（現・ソフトバンクグループ株式会社）常務取締役 ネットワーク事業部部長[9]。
- 1996年（平成8年）4月 - ソフトバンク株式会社（現・ソフトバンクグループ株式会社）常務取締役 ソフト・ネットワーク営業本部本部長兼ソリューションバンク事業部部長[10]。
- 1997年（平成9年）6月 - ソフトバンク株式会社（現・ソフトバンクグループ株式会社）常務取締役 ソフト・ネットワーク事業部部長[11]。
- 1999年（平成11年）4月 - ソフトバンク株式会社（現・ソフトバンクグループ株式会社）常務取締役 ソフト・ネットワークカンパニープレジデント[12]。
- 1999年（平成11年）9月 - ソフトバンク・コマース株式会社（初代法人）設立 代表取締役社長[13]。
- 2000年（平成12年）3月 - ソフトバンク・コマース株式会社（二代目法人）設立 代表取締役社長[9]。
- 2000年（平成12年）6月 - ソフトバンク株式会社（現・ソフトバンクグループ株式会社）非常勤取締役[14]。
- 2001年（平成13年）4月 - ソフトバンク・コマース株式会社（二代目法人）代表取締役会長[15]。
- 2003年（平成15年）1月 - ソフトバンクBB株式会社（初代法人）取締役副社長[16]。
- 2004年（平成16年）2月 - ソフトバンクBB株式会社（初代法人）取締役副社長兼COO[17]。
- 2004年（平成16年）7月 - 日本テレコム株式会社（三代目法人）非常勤取締役[18][19]。
- 2005年（平成17年）6月 - 日本テレコム株式会社（三代目法人）取締役兼執行役副社長[20]。
- 2005年（平成17年）12月 - ソフトバンクBB株式会社（二代目法人）取締役副社長兼COO[17]。
- 2006年（平成18年）4月 - ボーダフォン株式会社（現：ソフトバンク株式会社）執行役副社長兼COO[21]。
- 2006年（平成18年）4月 - ボーダフォン株式会社（現：ソフトバンク株式会社）取締役兼執行役副社長兼COO[22]。
- 2006年（平成18年）6月 - 日本テレコム株式会社（三代目法人）取締役副社長[23]。
- 2006年（平成18年）10月 - ソフトバンクテレコム株式会社代表取締役副社長COO[24]。
- 2007年（平成19年）3月 - ソフトバンクモバイル株式会社（現：ソフトバンク株式会社）取締役兼代表執行役副社長COO[25]。
- 2007年（平成19年）6月 - ソフトバンクモバイル株式会社（現：ソフトバンク株式会社）代表取締役副社長COO[26]。
- 2007年（平成19年）6月 - ソフトバンクBB株式会社（二代目法人）代表取締役副社長兼COO[27]。
- 2010年（平成22年）8月 - 株式会社ウィルコム管財人[28]。
- 2010年（平成22年）11月 - 株式会社ウィルコム代表取締役社長[29][30]。
- 2012年（平成24年）6月 - ヤフー株式会社（現・Zホールディングス株式会社）社外取締役[31]。
- 2013年（平成25年）1月 - イー・アクセス株式会社非常勤取締役[32]。
- 2013年（平成25年）4月 - ソフトバンク株式会社（現・ソフトバンクグループ株式会社）代表取締役専務[33]。
- 2013年（平成25年）6月 - ソフトバンク株式会社（現・ソフトバンクグループ株式会社）代表取締役副社長[32]。
- 2014年（平成25年）1月 - ブライトスター・グローバル・グループ・インク非常勤取締役[34]。
- 2014年（平成25年）4月 - ソフトバンクコマース&サービス株式会社（現・SB C&S株式会社）設立 代表取締役会長[35]。
- 2015年（平成27年）3月 - 一般社団法人電気通信事業者協会会長[36]。
- 2015年（平成27年）4月 - ソフトバンクモバイル株式会社（現：ソフトバンク株式会社）代表取締役社長兼CEO[37]。
- 2015年（平成27年）5月 - Wireless City Planning株式会社代表取締役社長兼CEO。
- 2015年（平成27年）6月 - ヤフー株式会社（現・Zホールディングス株式会社）非常勤取締役（現任）[38]。
- 2015年（平成27年）6月 - ソフトバンク株式会社（現・ソフトバンクグループ株式会社）非常勤取締役[39]。
- 2016年（平成28年）3月 - ソフトバンクグループジャパン合同会社（現・ソフトバンクグループジャパン株式会社）職務執行者[40]。
- 2016年（平成28年）6月 - ソフトバンクグループ株式会社代表取締役副社長[41]。
- 2017年（平成29年）6月 - 一般社団法人電気通信事業者協会会長[42]。
- 2018年（平成30年）4月 - ソフトバンクグループ株式会社非常勤取締役（現任）[43]。
- 2020年（令和2年）6月 - 一般社団法人電気通信事業者協会会長（現任）[44]。
- 2021年（令和3年）3月 - Aホールディングス株式会社代表取締役社長兼取締役会議長（現任）[45]。
- 2021年（令和3年）4月 - ソフトバンク株式会社代表取締役会長（現任）[46]。

## 現職
- ソフトバンク株式会社代表取締役会長[47]
- Aホールディングス株式会社代表取締役社長兼取締役会議長
- 一般社団法人電気通信事業者協会会長[48]
- 一般社団法人ブロードバンド推進協議会代表理事[49]
- ソフトバンクグループ株式会社非常勤取締役[50]
- Zホールディングス株式会社非常勤取締役[51]
- 一般社団法人情報通信ネットワーク産業協会理事[52]